# Пальмеллевидное состояние
Пальмеллевидное состояние — временная стадия развития, встречающееся у некоторых водорослей при неблагоприятных условиях. Выражается в развитии посредством деления по 2—3 направлениям шаровидных клеток с потерей жгутиков. Эти клетки способны различным путём возвращаться к нормальному состоянию. Эта стадия характерна для некоторых видов  эвгленовых, золотистых, зеленых и пирофитовых микроводорослей. Переходя в это состояние, клетки выделяют полисахариды и образуют слизистые скопления.
Первое описание и название этой стадии дал румынский ботаник Эмануил Теодореску в 1906 году, наблюдая утрату подвижности и образование скоплений клеток у водорослей Dunaliella salina.